# Ритзема Бос, Ян
Ян Ритзема Бос (нидерл. Jan Ritzema Bos; 25 июля 1850, Гронинген, Нидерланды — 7 апреля  1928, Вагенинген, Нидерланды) — голландский ботаник-фитопатолог, зоолог, энтомолог. Педагог, профессор (1895), доктор наук (1874).
Считается основателем фитопатологии в Нидерландах.

## Биография
Сын учителя. С 1868 года изучал зоологию в Гронингенском университете. В декабре 1874 года защитил докторскую диссертацию в том же университете.
В 1891 году совместно с Гуго Де Фрисом основал Нидерландское фитопатологическое общество (ныне Королевское общество защиты растений Нидерландов) и до своей смерти в 1928 году был его председателем. С 1895 года одновременно работал редактором специализированного журнала «Tijdschrift voor Plantenziekten».
С 1895 года — профессор фитопатологии в Амстердамском университете. С 1895 по 1906 год также был директором частной фитопатологической амстердамской лаборатории Willie Commelin Scholten. Директором лаборатории Willie Commelin Scholten (WCS), вместо Яна Ритземы Боса, назначенного директором Государственного института фитопатологии в 1906 году стала Йоханна Вестердейк. В 1898 году предложил включить
стеблевую нематоду в род[какой?] 
В 1899 году под его руководством была создана фитопатологическая служба (ныне действующая служба защиты растений), которой он руководил до 1918 года. В апреле 1906 года он прекратил преподавательскую деятельность в Амстердамском университете и вместе с фитопатологической службой переехал из Амстердама в Вагенинген. 
Стал профессором Высшей сельскохозяйственной школы, предшественника нынешнего Университета Вагенингена. Среди прочего он занимался также энтомологией.
Наиболее известной книгой учёного являются две части «Landbouwdierkunde» («Сельскохозяйственные животные», Гронинген, 1879-1882), первая из которых касается позвоночных животных, а вторая - членистоногих первичноротых животных. Труд это был переведен на английский и немецкий языки. Вместе со своим братом и коллегой в Вагенингене написал успешный учебник по зоологии (Гронинген, 1884).

## Избранные труды
- Landbouwdierkunde. Nuttige en schadelijke dieren van Nederland (Volume 2); J. Ritzema Bos;J.B. Wolters (1882)
- Leerboek der Dierkunde; J. Ritzema Bos & H. Bos; J.B. Wolters (1893)
- Schetsen uit het leven der vogels; J. Ritzema Bos; A M van den Broecke (1897)
- Landbouwdierkunde. Nuttige en schadelijke dieren van Nederland (Volume 1); J. Ritzema Bos; J.B. Wolters (1879)
- Landbouwdierkunde. Nuttige en schadelijke dieren van Nederland (Volume 2); J. Ritzema Bos; J.B. Wolters (1882)
- Ziekten en beschadigingen der landbouwgewassen (Volume 2 ); J.Ritzema Bos,; J.B.Wolters (1915)
- Ziekten en beschadigingen der landbouwgewassen (Volume 1); J.Ritzema Bos,; J.B.Wolters (1919)
- Ziekten en beschadigingen der landbouwgewassen (Volume 3); J.Ritzema Bos & T.A.Schoevers; J.B.Wolters (1923)
- Het besproeien van kruisbessen en de bijen; J. Ritzema Bos & L. van Giersbergen; in Maandschrift Bijenteelt, maart 1915; (online hier (недоступная ссылка))

## Награды
- Рыцарь Ордена Нидерландского льва
- Почётным член Нидерландского фитопатологического общества.

## Память
- Ряд улиц городов в Нидерландах носит имя Яна Ритзема Боса (Амстердам, Боскоп, Вагенинген, Утрехт, Пюрмеренд и др.).